# Тривала міцність
Трива́ла мі́цність (англ. longtime strength) — властивість матеріалу протидіяти руйнуванню при довгочасній дії статичного навантаження та, зазвичай, високої температури.

## Актуальність проблеми
З підвищенням температури характеристики механічних властивостей матеріалів змінюються, тому за високих температур визначають не тільки звичні характеристики за короткотривалих випробувань, але і характеристики за тривалої роботи.
З підвищенням температури границі пропорційності, плинності і міцності, а також модуль пружності зменшуються. Тому механічні властивості за тривалої експлуатації визначають випробуванням зразків матеріалу на тривалу міцність. Для цього випробувальний зразок нагрівають до заданої температури, навантажують і визначають час до руйнування.

## Основні поняття та визначення
Пошкодження матеріалу внаслідок повзучості матеріалу спричиняють руйнування, опір якому має назву тривалої міцності або міцності матеріалу за довгочасного навантажування. Вживання і визначення цього терміна обумовлюється ДСТУ 2825-94.
Термін довгочасна міцність (англ. long-term strength) регламентується ДСТУ Б А.1.1-5-94 для характеристики властивостей будівельних матеріалів.
Для оцінки міцності деталей, що тривалий час знаходяться у навантаженому стані в умовах підвищених температур вводиться поняття границі тривалої міцності.
Границею тривалої міцності (англ. longtime strength limit) (за ДСТУ 2825-94) називається напруження, розраховане по початковій площі перерізу зразка за якого зразок досягає поділу на частини при даній температурі через обумовлений проміжок часу. Цей проміжок часу називається базою випробування. За ДСТУ 2825-94 поняття межа довгочасної міцності є недозволеним до вживання синонімом.

## Випробування на тривалу міцність
База випробування призначається виходячи з терміну служби деталі і може становити від декількох годин до декількох років. Метали авіаційних двигунів і конструкцій зазвичай піддаються короткочасним випробуванням на базі 100–200 годин. Границя тривалої міцності на базі 100 годин позначається σ100. Позначення {\displaystyle \sigma _{10^{5}}^{300}=250} МПа, вказує, що границя тривалої міцності за 300 °C і тривалості випробувань 105 годин становить 250 МПа. Чим менше механічне напруження в матеріалі, тим більший час до руйнування зразка. Із збільшенням температури чи бази випробування границя тривалої міцності зменшується.
Випробування на тривалу міцність полягають в тому, що зразки піддають різним напруженням при певній температурі і встановлюють час до їх руйнування. Результат представляють у вигляді графіка. Маючи криву тривалої міцності матеріалу, можна визначити напруження руйнування за заданим терміном служби деталі при цій температурі. І навпаки, по заданому напруженню можна визначити час до руйнування.

## Характеристики
Результати випробувань подають у вигляді залежності часу до руйнування tp від прикладених напружень. Для побудови такої залежності, для кожного рівня напруження визначають час до зруйнування.
Залежність між σ і tp добре описує рівняння виду
{\displaystyle t_{p}=A\sigma ^{-b},}
де A і b сталі матеріалу, що залежать від температури. У логарифмічних координатах ця залежність описується прямими лініями, що дає змогу результати σ — tp екстраполювати на триваліший час навантажень. Зразки зазвичай випробовують на базі 3000, 5000 і 10000 год. Проте для деяких сплавів з метастабільною структурою за високих температур спостерігається злам згаданих лінійних залежностей, обумовлений зміною механізму руйнування — відбувається перехід від в'язкого внутрізеренного до крихкого міжзеренного руйнування.
Запас довговічності за напруженнями σ визначають як:
nд = tp / t .
Запас міцності за напруженнями для часу tp:
nч = σp / σ ,
де σp — руйнівні напруження для часу tp.
Допустимі напруження встановлюють на основі границі тривалої міцності і границі повзучості введенням необхідних коефіцієнтів запасів міцності.